# Mark 4 (bombe nucléaire)
 (août 2016).
Si vous disposez d'ouvrages ou d'articles de référence ou si vous connaissez des sites web de qualité traitant du thème abordé ici, merci de compléter l'article en donnant les références utiles à sa vérifiabilité et en les liant à la section « Notes et références ».

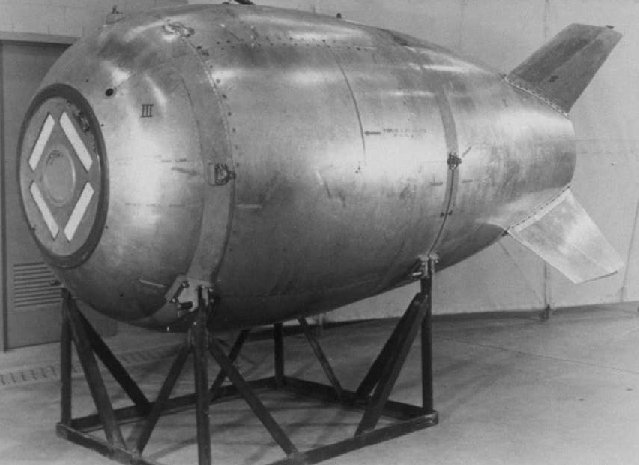
L'enveloppe en aluminium de la bombe Mark 4N

La Mark 4 est une arme nucléaire américaine de type bombe A produite à partir de 1949 et en usage jusqu'en 1953.

## Histoire
La Mark 4 a été basée sur la conception de l'ancienne Mark 3 Fat Man, utilisée dans le test Trinity et le bombardement de Nagasaki. La Mark 3 était essentiellement construite à la main et a constitué une conception d'urgence opportune en temps de guerre ; la Mark 4 utilisait essentiellement les mêmes principes de base (matériaux, dimensions du noyau nucléaire et des composants explosifs) mais le système global a été restructuré pour être plus sûr et plus facile à produire.
La Mark 4 faisait 1,5 m de diamètre et 3,3 m de long, les mêmes dimensions de base que la Mark 3. Elle pesait de 4 900  à   4 940 kg, en fonction du modèle de la Mark 4 (la Mark 3 pesait 4 630 kg).
En plus d'être plus facile à fabriquer, la Mark 4 a introduit le concept de l'insertion en plein vol (FII), un concept de sécurité d'armes qui a été utilisé pendant un certain nombre d'années. Une bombe à FII est un assemblage manuel ou mécanique qui maintient le cœur nucléaire stocké à l'extérieur de la bombe jusqu'à proximité du point de largage . Pour armer la bombe, les matières fissiles nucléaires y sont insérées grâce à un segment amovible de la lentille explosive ; ce segment mis en place, l'arme peut alors être fermée et armée.
La Mk 4 utilisait un cœur composite d'uranium ou de plutonium, comme la plupart des autres armes nucléaires américaines. Le réflecteur de neutrons comporte 45 kg d'uranium 238.
En plus d'avoir des cœurs composites, la Mk 4 a été la première arme à utiliser l'implosion d'un cœur dit « suspendu ». Le cœur de ces premières armes était amovible et était appelé « cœur ouvert » ; il était stocké séparément, dans une capsule spéciale appelée birdcage (cage à oiseau). Les différentes versions de la Mk 4 avaient une puissance explosive de 1, 3,5, 8, 14, 21, 22, et 31 kilotonnes (de 4  à   130 TJ).
Un total de 550 Mk 4 ont été produites ; elles ont été remplacées par la Mk 6 qui était globalement similaire mais considérablement améliorée.

## Ogive W4
Une variante, appelée W4 (Warhead 4), était destinée à être utilisée sur le missile de croisière SM-62 Snark. Elle fut conçue , mais jamais construite. La conception de l'ogive W4 a été annulée en 1951.